# Transactions, proceedings and report, Royal Society of South Australia
Transactions, proceedings and report, Royal Society of South Australia (abreviado Trans. Proc. & Rep. Roy. Soc. South Australia) fue una revista ilustrada con descripciones botánicas que fue editada por la Royal Society of South Australia. Se publicaron los números 3 al 35 en los años 1880-1911. Fue precedida por Transactions, Proceedings and Report, Philosphical Society of Adelaide y reemplazada por Transactions and Proceedings of the Royal Society of South Australia.